# Savigny-sur-Ardres
Pour les articles homonymes, voir Savigny et Ardre (homonymie).
Savigny-sur-Ardres est une commune française, située dans le département de la Marne en région Grand Est.

## Géographie

### Localisation
Savigny-sur-Ardres se trouve au nord-ouest du département de la Marne, en région Grand Est. La commune appartient à la région agricole du Tardenois.
La commune de Savigny-sur-Ardres s'étend sur une superficie de 895 hectares. Sur son territoire, l'altitude varie de 82 à 232 mètres. Le relief est marqué par la vallée de l'Ardre, au sud, et par le vallon du ruisseau de la Vallée, qui s'écoule depuis le nord-est jusqu'à l'Ardre. Le point culminant de Savigny-sur-Ardres se trouve au nord de la commune, au lieu-dit de Montazin.
Par la route, Savigny-sur-Ardres se situe à 70 km de Châlons-en-Champagne, préfecture du département, à 23 km de Reims, sous-préfecture, et à 12 km de Fismes, bureau centralisateur du canton de Fismes-Montagne de Reims dont dépend Savigny-sur-Ardres depuis 2015. La commune fait en outre partie du bassin de vie de Reims.
Savigny-sur-Ardres est limitrophe de 6 communes :
|               | Vandeuil            | Branscourt           |
| Serzy-et-Prin | Savigny-sur-Ardres  | Courcelles-Sapicourt |
|               | Faverolles-et-Coëmy | Treslon              |

### Hydrographie

#### Réseau hydrographique
La commune est dans la région hydrographique « la Seine du confluent de l'Oise (inclus) à l'embouchure » au sein du bassin Seine-Normandie. Elle est drainée par l'Ardre et le ruisseau de la Vallée,.
L'Ardre, d'une longueur de 39 km, prend sa source dans la commune de Saint-Imoges et se jette dans la Vesle à Fismes, après avoir traversé 18 communes. Les caractéristiques hydrologiques de l'Ardre sont données par la station hydrologique située sur la commune de Savigny-sur-Ardres. Le débit moyen mensuel est de 0,716 m3/s. Le débit moyen journalier maximum est de 19,9 m3/s, atteint lors de la crue du 14 juillet 2021. Le débit instantané maximal est quant à lui de 33,6 m3/s, atteint le même jour.
Deux plans d'eau complètent le réseau hydrographique : le plan d'eau du Fond de Branscourt (1,8 ha) et l'étang de Savigny (0,3 ha),.

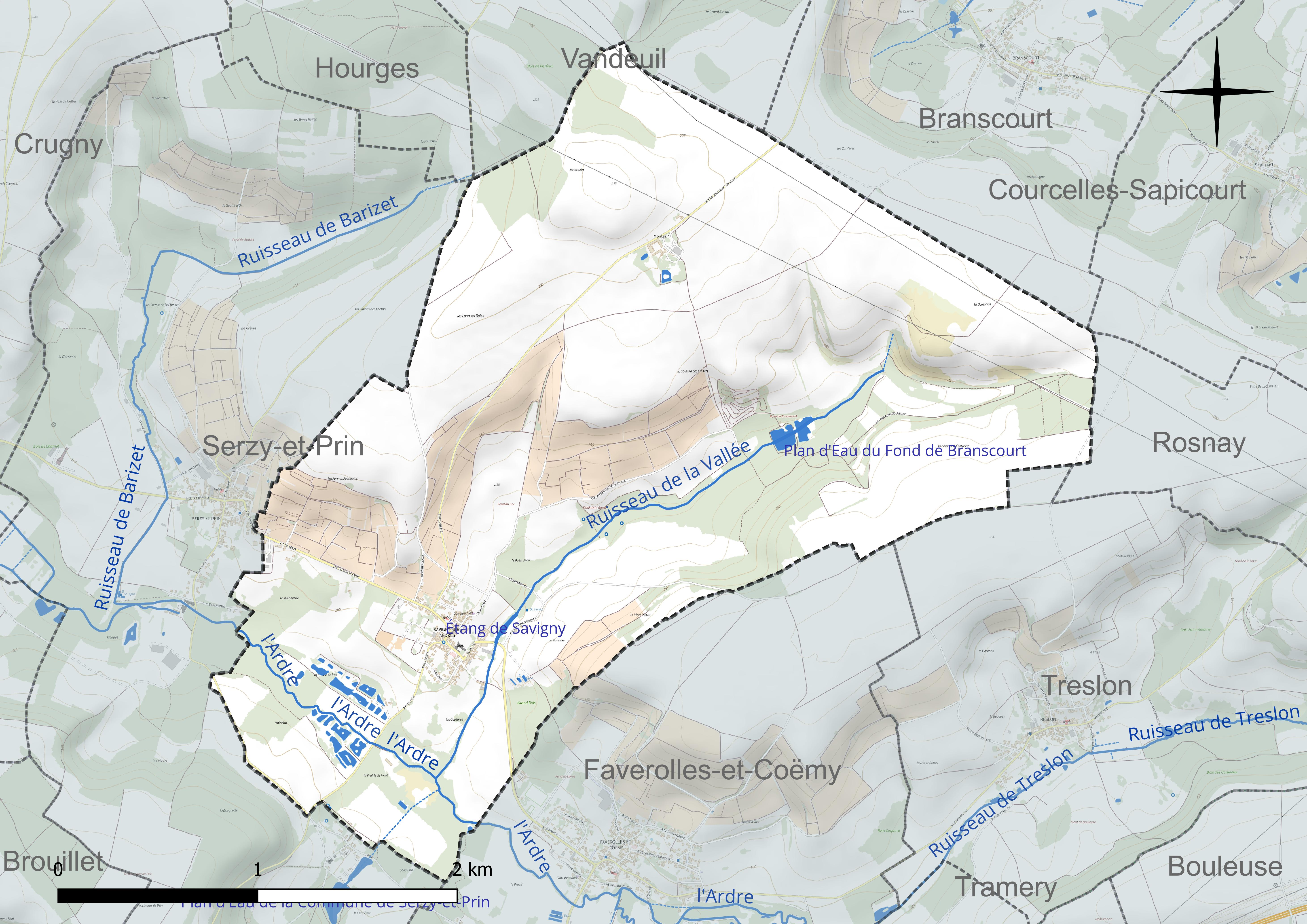
Réseau hydrographique de Savigny-sur-Ardres.

#### Gestion et qualité des eaux
Le territoire communal est couvert par le schéma d'aménagement et de gestion des eaux (SAGE) « Aisne Vesle Suippe ». Ce document de planification, dont le territoire s’étend sur 3 096 km2 répartis sur trois départements (Aisne, Marne et Ardennes) et deux régions (Champagne-Ardenne et Picardie), a été approuvé le 16 décembre 2013. La structure porteuse de l'élaboration et de la mise en œuvre est le Syndicat d’aménagement des bassins Aisne Vesle Suippe (SIABAVES). 
La qualité des cours d’eau peut être consultée sur un site dédié géré par les agences de l’eau et l’Agence française pour la biodiversité. 

### Climat
Pour des articles plus généraux, voir Climat du Grand Est et Climat de la Marne.
En 2010, le climat de la commune est de type climat océanique dégradé des plaines du Centre et du Nord, selon une étude du Centre national de la recherche scientifique s'appuyant sur une série de données couvrant la période 1971-2000. En 2020, Météo-France publie une typologie des climats de la France métropolitaine dans laquelle la commune est exposée à un climat océanique altéré et est dans la région climatique  Nord-est du bassin Parisien, caractérisée par un ensoleillement médiocre, une pluviométrie moyenne régulièrement répartie au cours de l’année et un hiver froid (3 °C). 
Pour la période 1971-2000, la température annuelle moyenne est de 10,5 °C, avec une amplitude thermique annuelle de 15,4 °C. Le cumul annuel moyen de précipitations est de 735 mm, avec 12,7 jours de précipitations en janvier et 8,7 jours en juillet. Pour la période 1991-2020, la température moyenne annuelle observée sur la station météorologique de Météo-France la plus proche, « Chambrecy-Civc », sur la commune de Chambrecy à 7 km à vol d'oiseau, est de 10,7 °C et le cumul annuel moyen de précipitations est de 734,0 mm. 
La température maximale relevée sur cette station est de 40,3 °C, atteinte le 25 juillet 2019 ; la température minimale est de −22,1 °C, atteinte le 17 janvier 1985,,. 
Les paramètres climatiques de la commune ont été estimés pour le milieu du siècle (2041-2070) selon différents scénarios d'émission de gaz à effet de serre à partir des nouvelles projections climatiques de référence DRIAS-2020. Ils sont consultables sur un site dédié publié par Météo-France en novembre 2022.

## Urbanisme

### Typologie
Au 1er janvier 2024, Savigny-sur-Ardres est catégorisée commune rurale à habitat dispersé, selon la nouvelle grille communale de densité à sept niveaux définie par l'Insee en 2022.
Elle est située hors unité urbaine. Par ailleurs la commune fait partie de l'aire d'attraction de Reims, dont elle est une commune de la couronne,. Cette aire, qui regroupe 294 communes, est catégorisée dans les aires de 200 000 à moins de 700 000 habitants,.

### Occupation des sols
L'occupation des sols de la commune, telle qu'elle ressort de la base de données européenne d’occupation biophysique des sols Corine Land Cover (CLC), est marquée par l'importance des territoires agricoles (81,9 % en 2018), une proportion identique à celle de 1990 (81,9 %). La répartition détaillée en 2018 est la suivante : 
terres arables (57,4 %), forêts (18,1 %), zones agricoles hétérogènes (12,4 %), cultures permanentes (12,1 %). L'évolution de l’occupation des sols de la commune et de ses infrastructures peut être observée sur les différentes représentations cartographiques du territoire : la carte de Cassini (XVIIIe siècle), la carte d'état-major (1820-1866) et les cartes ou photos aériennes de l'IGN pour la période actuelle (1950 à aujourd'hui).

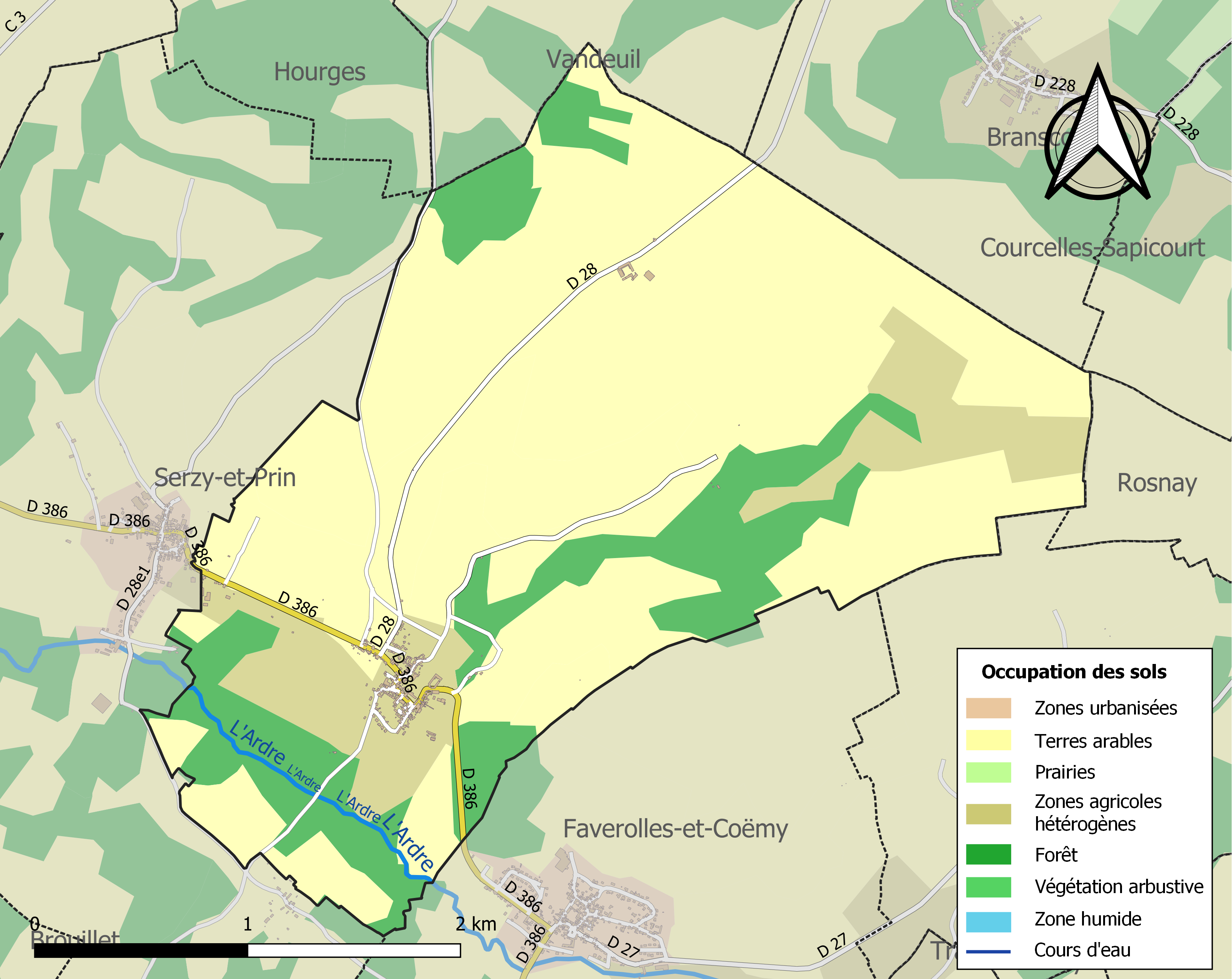
Carte des infrastructures et de l'occupation des sols de la commune en 2018 (CLC).

## Toponymie
Le nom de la localité est attesté sous les formes Saviniacum (commencement du XIe siècle) ; Savigneium (1154-1159) ; Savigniacum (1187) ; Savigni (1203) ; Savigné (vers 1222) ; Saveigniacum, Savegniacum (1243) ; Saveneyum (1303-1312) ; Savigny-sur-Ardre (1392) ; Savigny super Ardre (1466).

L'Ardre est une rivière qui traverse le territoire de la commune et qui coule entièrement dans le département de la Marne, en région Grand Est.

## Histoire
- Autrefois connue sous le nom de Sabiniacum (car appartenant au domaine du Romain Sabinius), Savigny-sur-Ardres se situe à environ 25 km de Reims, à proximité du château de Prin qui a hébergé le cardinal de Richelieu en juillet 1641 lors du séjour à Reims de Louis XIII.
- Durant la Seconde Guerre mondiale, lors de la bataille de France, le 21 mai 1940, après la bataille de Montcornet, le colonel Charles de Gaulle y a enregistré dans la maison des Tirant de Bury, une allocution radiophonique (diffusée le 28 mai ou le 2 juin 1940), pour témoigner sa confiance quant à l'issue de la guerre, comme le rappelle une plaque fixée en 1990 sur le mur du portail (côté droit) d'entrée de la maison faisant face à l'église[24],[25].
- Une première plaque commémorative a été fixée sur le côté gauche du portail de la maison des Tirant de Bury en mémoire de Joseph Tirant de Bury, résistant durant la Seconde Guerre mondiale, membre d'un réseau d'évasion ayant hébergé des pilotes alliés. Déporté  au camp de concentration de Neuengamme en juillet 1944, après on arrestation le 21 juin 1944, il meurt le 17 septembre 1944 au Kommando de Bremen-Farge[24].

## Politique et administration
| Période                                  | Période                    | Identité                 | Étiquette | Qualité                        |
| ---------------------------------------- | -------------------------- | ------------------------ | --------- | ------------------------------ |
| 1876                                     |                            | de Savigny               |           |                                |
| ,                                        | vers 1906                  | Albert de Bury           |           |                                |
| Les données manquantes sont à compléter. |                            |                          |           |                                |
| avant 1964                               | ?                          | Claude Caurier           | UNR       | Viticulteur                    |
| avant 1981                               | ?                          | Albert Tirant de Bury    |           |                                |
| mars 2001                                | 2008                       | Joël Gobancé             |           |                                |
| mars 2008                                | juin 2020                  | Philippe Causse          |           | Réélu pour le mandat 2014-2020 |
| juin 2020                                | En cours (au 13 juin 2020) | Azzedine Aït-Ihaddadene, |           | Cadre de la Fonction publique  |

## Démographie
Les habitants de Savigny-sur-Ardres s'appellent les Saviniens(nes).
L'évolution du nombre d'habitants est connue à travers les recensements de la population effectués dans la commune depuis 1793. Pour les communes de moins de 10 000 habitants, une enquête de recensement portant sur toute la population est réalisée tous les cinq ans, les populations de référence des années intermédiaires étant quant à elles estimées par interpolation ou extrapolation. Pour la commune, le premier recensement exhaustif entrant dans le cadre du nouveau dispositif a été réalisé en 2007.

En 2022, la commune comptait 255 habitants, en évolution de −4,14 % par rapport à 2016 (Marne : −1,19 %, France hors Mayotte : +2,11 %).
| 1793 | 1800 | 1806 | 1821 | 1831 | 1836 | 1841 | 1846 | 1851 |
| ---- | ---- | ---- | ---- | ---- | ---- | ---- | ---- | ---- |
| 390  | 361  | 334  | 364  | 409  | 431  | 396  | 392  | 388  |

| 1856 | 1861 | 1866 | 1872 | 1876 | 1881 | 1886 | 1891 | 1896 |
| ---- | ---- | ---- | ---- | ---- | ---- | ---- | ---- | ---- |
| 402  | 392  | 381  | 373  | 363  | 325  | 303  | 304  | 305  |

| 1901 | 1906 | 1911 | 1921 | 1926 | 1931 | 1936 | 1946 | 1954 |
| ---- | ---- | ---- | ---- | ---- | ---- | ---- | ---- | ---- |
| 310  | 317  | 252  | 305  | 284  | 195  | 175  | 240  | 249  |

| 1962 | 1968 | 1975 | 1982 | 1990 | 1999 | 2006 | 2007 | 2012 |
| ---- | ---- | ---- | ---- | ---- | ---- | ---- | ---- | ---- |
| 234  | 211  | 220  | 279  | 259  | 259  | 261  | 262  | 256  |

| 2017 | 2022 | - | - | - | - | - | - | - |
| ---- | ---- | - | - | - | - | - | - | - |
| 270  | 255  | - | - | - | - | - | - | - |

## Héraldique
| Armes de Savigny-sur-Ardres | Les armes de la commune se blasonnent ainsi : de gueules au griffon d'or ailé d'argent. |

## Lieux et monuments

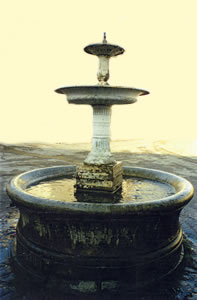
Fontaine de la place Centrale.

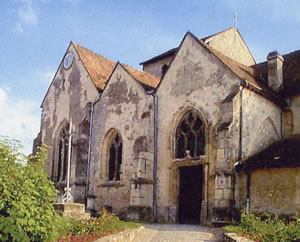
Église de Savigny-sur-Ardres du XIIe siècle classée monument historique en 1921.

- Son église construite au XIIe siècle a été classée monument historique en 1921. Elle possède plusieurs vitraux réalisés au XVIe siècle et décrivant la vie de saint Martin.
- Le château des Tirant de Bury, Mme de Bury y avait créé une école pour filles en 1890[36].

## Personnalités liées à la commune
- Charles de Gaulle.